# DTLS
DTLS (англ. Datagram Transport Layer Security — протокол датаграмм безопасности транспортного уровня) — протокол передачи данных, обеспечивающий защищённость соединений для протоколов, использующих датаграммы.
DTLS позволяет приложениям, основанным на коммуникациях посредством датаграмм, сообщаться безопасным способом, предотвращающим перехват, прослушивание, вмешательство, не нарушая защиты целостности данных или подделку содержимого сообщения. Протокол DTLS основан на потоковом протоколе Transport Layer Security (TLS) и обеспечивает, таким образом, необходимые гарантии безопасности. Дейтаграммная семантика основного транспортного протокола наследуется протоколом DTLS — его применение не будет страдать от потоковых задержек, но должно учитывать издержки переупорядочивания пакетов, потери датаграмм, а также избыточного размера данных, больших, чем датаграммный размер пакета.
Применение DTLS определено в документах RFC 6347 для использования с User Datagram Protocol (UDP), в  RFC 5238 для использования с Datagram Congestion Control Protocol (DCCP), в RFC 6083 для использования инкапсуляции в Stream Control Transmission Protocol (SCTP), а также в RFC 5764 для использования в Secure Real-time Transport Protocol (SRTP), обычно в последнее время употребляется в связке DTLS-SRTP в рабочих документах по Secure Real-Time Transport Control Protocol (SRTCP).

## Версии
Версии протокола DTLS 1.0 основываются на TLS 1.1, и версия DTLS 1.2 основана на TLS 1.2.
| Программное обеспечение     | DTLS 1.0 | DTLS 1.2 |
| --------------------------- | -------- | -------- |
| OpenSSL                     | Да       | Да       |
| GnuTLS                      | Да       | Да       |
| MatrixSSL                   | Да       | Да       |
| NSS                         | (Бета)   | Нет      |
| SChannel                    | Да[a]    | Нет      |
| Secure Transport            | Да       | Нет      |
| CyaSSL                      | Да       | Да       |
| mbedtls                     | Да       | Да       |
| libsystools                 | Да       | Нет      |
| Python                      | Да       | Нет      |
| @nodertc/dtls               | Нет      | Да       |
| java-dtls                   | Да       | Да       |
| pion/dtls (Go)              | Нет      | Да       |
| californium/scandium (Java) | Нет      | Да       |